# Závadka (Gelnica)
Závadka (em alemão: Trichtbrunn; em húngaro: Görögfalu) é um município da Eslováquia, situado no distrito de Gelnica, na região de Košice. Tem 22,43 km² de área e sua população em 2018 foi estimada em 624 habitantes.

## Demografia
| Ano:        | 1994 | 2004    | 2014   | 2024   |
| ----------- | ---- | ------- | ------ | ------ |
| Broj ljudi: | 537  | 606     | 613    | 634    |
| Razlika:    |      | +12,84% | +1,15% | +3,42% |

| Ano:               | 2023 | 2024   |
| ------------------ | ---- | ------ |
| Número de pessoas: | 616  | 634    |
| Diferença:         |      | +2,92% |